# Ner
El Ner és un riu a Polònia central, amb fonts al sud-est de Łódź. És un dels afluents correctes del Warta River, i el riu més gran en Łódź.